# فرودگاه جیاگوداچی
فرودگاه جیاگوداچی (به انگلیسی: Jiagedaqi Airport) یک فرودگاه همگانی و نظامی است . این فرودگاه در کشور چین قرار دارد .

## شرکت‌های هواپیمایی و مقصدهای پروازی
| شرکت‌های هواپیمایی      | مقصدهای پروازی              |
| ---------------------- | --------------------------- |
| هواپیمایی شرقی چین     | پکن، هاربین تایپینگ         |
| China Express Airlines | هایلار دنگشان، هوهوت بایتا  |
| اوکی ایرویز            | هاربین تایپینگ، موهه گولیان |